# 曹璘
曹璘（1454年—？），字廷暉，襄陽人。明朝官員、進士出身。

## 生平
早年出身國子生，湖廣鄉試第六十七名。成化十四年（1478年）戊戌科會試第二百二十六名，殿試登進士第三甲第六名，授行人，后改為監察御史。
明孝宗弘治初年，連續上奏，御史曹璘請削萬貴妃的諡號。後出按廣東，在廣東新會拜訪陳獻章，為其言論所服，隨後辭職回鄉，在山中讀書，三十年不入城市。

## 家族
曾祖父曹益。祖父曹譽，曾任奉祠副。父亲曹京。母李氏。重庆下。娶朱氏。